# 恩斯特·利奧波德 (黑森-羅滕堡)
恩斯特·利奧波德（德語：Ernst Leopold，1684年6月15日—1749年11月29日），黑森-羅滕堡伯爵，1725年至1749年在位。

## 家庭
1704年，恩斯特·利奧波德與表妹艾蕾諾爾結婚，兩人共有2子4女：
1. 約瑟夫（英语：Joseph, Hereditary Prince of Hesse-Rotenburg）（1705年—1744年）
2. 波呂克塞娜（1706年—1735年），薩丁尼亞王后
3. 艾蕾諾拉（英语：Landgravine Eleonore of Hesse-Rotenburg）（1712年—1759年），蘇爾茨巴赫伯爵約翰·克里斯蒂安的妻子
4. 卡羅琳（英语：Landgravine Caroline of Hesse-Rotenburg）（1714年—1741年），孔代親王路易·亨利的妻子
5. 康斯坦丁（1716年—1778年），黑森-羅滕堡伯爵
6. 克莉絲汀（英语：Princess Christine of Hesse-Rotenburg）（1717年—1778年），卡里尼亞諾親王路易吉·維托里奧的妻子